# The Roots (группа)
The Roots — американская хип-хоп-группа из Филадельфии, обладатели «Грэмми». Известны своим джазовым подходом к хип-хопу, подчеркиваемому живыми музыкальными инструментами. Их дебютный альбом вышел в 1993 году, и они работали с музыкантами многих жанров, включая Roy Ayers и Cody Chesnutt. The Roots получили много положительных отзывов от критиков, а также оказали огромное влияние на хип-хоп и R&B. 2 марта 2009 года стали группой, играющей в шоу Late Night with Jimmy Fallon.

## История

### Основание иOrganix
В 1987 году, когда рэпер Black Thought (Tariq Trotter) и барабанщик Questlove (Ahmir Khalib Thompson) познакомились в старших классах школы, выступая на переменах, а позднее — на шоу талантов, они таким образом зарабатывали деньги и познакомились с басистом по имени Hub (Leon Hubbard, 1959–2021) и рэпером Malik B. В 1991, Black Thought начал посещать университет Миллерсвилля. Появляется группа под названием The Square Roots. Постепенно они перенесли свои выступления с улиц в клубы Филадельфии и Нью Йорка. Со временем становились все более высокооплачиваемыми и известными. Когда The Roots пригласили на хип-хоп концерт в Германии, чтобы представлять Соединенные Штаты, группа решила записать альбом, который можно бы было продавать после выступления. В итоге в 1993 появился «Organix», записанный на Remedy Records. Альбом разошёлся тиражом 150 тысяч копий, после чего на группу посыпались предложения от ведущих лейблов звукозаписи, в результате чего The Roots вернулись в Америку уже заключившими контракт с Geffen Records.

### Do You Want More?!!!??!
Проигнорированный хип-хопом, первым альбомом The Roots для DGC, Do You Want More?!!!??!, был выпущен в 1995. Это был умеренный хит среди альтернативных поклонников музыки, частично благодаря выступлению группы на Lollapalooza. Группа также выступала на Джазовом Фестивале Montreux в том же году. Сессионные музыканты, битбоксер Rahzel и музыкант Scott Storch, присоединились к The Roots.

### Illadelph Halflife
Релиз 1996 года, Illadelph Halflife был первым альбомом группы, попавший в Top 40 Биллборда 200chart, частично поощряемый MTV, клипом «What They Do» (пародия на клише рэп-видео) и «Clones», который достигает 34 места в Биллборд 100. Поддерживающий живое звучание, альбом, тем не менее, получился с более «тёмным» звуком.

### Things Fall Apart
В 1999 году The Roots выпускают один из своих самых хитовых на данный момент альбомов — «Things Fall Apart». Он получает золотой статус и занимает 4 позицию в Billboard 200. В том же году они получили первую награду Грэмми за песню «You Got Me» с Erykah Badu. Несмотря на то, что некоторые члены группы решили покинуть The Roots, основной состав продолжил свою деятельность, оказав помощь Jay-Z при записи MTV Unplugged.

### Phrenology
The Roots выпускают Phrenology в 2002 году. Несмотря на то, что новый альбом был менее успешен, чем «Things Fall Apart», он сумел достигнуть 28 строчки в музыкальных чартах, более того, Phrenology был присвоен статус «золотого» альбома, и был номинирован на премию Грэмми, как лучший рэп-альбом. В то же время ходили слухи о том, что The Roots более не заинтересованны в контракте с MCA.

### The Tipping Point
После Phrenology, Бен Кенни и Scratch покинули группу; Бенни присоединился к рок-группе Incubus. Этот кульминационный момент привел к тому, что уже в 2004 году The Roots выпускают новый альбом — The Tipping Point. Альбом был номинирован на две премии «Грэмми»: одна за «Лучший трек в стиле Urban/Alternative», для песни «Star/Pointro», и другая за «Лучший рэп-трек» для песни «Don’t Say Nuthin’». The Tipping Point занял 4-ю строчку в Billboard. В 2005 году была выпущена «Home Grown! The Beginner’s Guide To Understanding The Roots, Volumes 1 & 2» двухдисковая версия альбома.

### Game Theory
«Game Theory» оказался на прилавках 29 августа 2006 года, выпущенный под лейблом Def Jam Recordings. ?uestlove описал данный альбом как очень темный, отражающий все реалии сложившейся политической ситуации в США.
Первый сингл альбома «Don’t Feel Right» появился в Интернете в мае 2006, и стал сразу же доступен для скачивания на различных веб-сайтах, главное — на самом сайте ?eustlove — «Okayplayer». Первое видео альбома называлось «The Don’t Feel Right Trilogy», и было представлено 21 августа 2006 года, и содержало три трека: «In the Music», «Here I Come» и «Don’t Feel Right». Видео получило хорошие отзывы, в частности 83 балла на «Metacritic» и 2 номинации «Грэмми».

### Rising Down
Восьмой по счету альбом The Roots — Rising Down — был выпущен 29 апреля 2008 года, на шестнадцатилетие памяти о Лос-Анджелесских бунтах 1992 года. Несколькими неделями позднее трек «Birthday Girl», записанный при участии Патрика Стампа из Fall Out Boy был удален из общего списка треков альбома, по причине того, что он плохо вписывался в общую атмосферу альбома. «Birthday Girl» скоро стал доступен для скачивания через iTunes, в качестве бонусного трека.
«Rising Down» был наполнен темными политическими тонами, где Black Thought и ещё несколько приглашенных музыкантов высказывались по поводу современных болезней общества. Среди приглашенных музыкантов были Крисетт Мишель, Common, Mos Def, Saigon, Styles P, Talib Kweli, Wale; в альбоме также приняли участие несколько хип-хоп музыкантов из Филадельфии: Dice Raw, DJ Jazzy Jeff, Peedi Crakk, Greg Porn, и Truck North.
«Rising Down» вышел под общие одобрительные оценки критиков, заработав в среднем на «Metascore» 80 баллов.

### How I Got Over
Девятый студийный альбом, «How I Got Over», появился на прилавках 22 июня 2010 года, под лейблом Def Jam Recordings. Альбом был наполнен реакциями участников, и отражал их переживания по поводу ухода с президентского поста Дж. Буша-младшего, и началу президентства Барака Обамы. Среди приглашенных хип-хоп исполнителей были: Blu, Phonte и Patty Crash, чей трек «Serve This Royalty» явился основой альбома.
Альбом записывался как посредством семплов, так и при использовании живых музыкальных инструментов, что особенно отражено в таких треках, как «How I Got Over», «Walk Alone», «The Fire», «Now or Never». Также в альбоме поучаствовал Dice Raw. Несколько музыкальных видео к альбому было представлено скоро после релиза.

### Wake Up!
Неофициальный альбом от The Roots был записан знаменитым R&B музыкантом — Джоном Леджендом, при участии Black Thought и ещё некоторых участников The Roots.

### Undun
Десятый по счету альбом был выпущен 6 декабря 2011 года, под лейблом Def Jam Recordings. Первый сингл с альбома «Make My» вышел 17 октября 2011 года. «Undun» отличается по звучанию и смыслу от остальных альбомов, концепция The Roots была в отражении на фоне экспериментального смешения классической музыки с хип-хопом историю полу-вымышленного персонажа Редфорда Стивенса, живущего в криминальном мире человека, который пытался жить легкой жизнью в гетто.
Название альбома было выбрано под впечатлением от песни «Undun» — The Guess Who. Имя вымышленного персонажа также было принято после песни Стивенса Суфьяна — «Redford». В альбоме приняли участие такие музыканты, как: Аарон Ливингстон, уже участвовавший в «The Tipping Point», Big K.R.I.T., Phonte, Dice Raw, Greg Porn, Truck North, Стивнес Суфьян и Билал.
Альбом наполнен темными переживаниями о жизни «лёгким способом», в нём делается отдача на живой инструментал, что весьма нехарактерно для хип-хоп. Однако, The Roots смогли отлично связать лирику о жизни в гетто с классическим инструменталом. Музыкальное видео на трек «Sleep» было снято вскоре после выхода самого альбома.

### Wise Up Ghost
Очередной неофициальный альбом при участии Black Thought был записан Элвисом Костелло, знаменитым английским певцом в стиле кантри и паб-рок. Был выпущен 22 июля 2013 года.

### …And Then You Shoot Your Cousin
Одиннадцатый по счету студийный альбом The Roots, который вышел 19 мая 2014 года, под лейблом Def Jam Recordings. Первый сингл альбома появился в сети на сайте «Okayplayer» 8 апреля 2014 года, и назывался «When The People Cheer». Клип к синглу был представлен уже 2 мая 2014 года.
13 мая 2014 года альбом в необработанном варианте был предоставлен для трансляции на сайте «Okayplayer», для того, чтобы все могли оценить направленность альбома, его стилистику и оценить, насколько удалось The Roots связать альбом с концепцией, заявленной ранее. Альбом наполнен стилистическими рассказами от каждого участника группы, выполненными в темном музыкальном стиле. The Roots посчитали необходимым довести идею предложенную ещё в «Undun» до конца: мрачная классическая музыкальная составляющая, умело связанная с музыкальными хип-хоп приёмами.
Второй сингл «Understand» и видео на него были предоставлены 16 мая 2014 года на сайте «Okayplayer» и «YouTube».

### Champion
В 2016 году был записан трек под названием Champion, который стал гимном финальных матчей НБА сезона 2015\2016 между командами «Голден Стэйт Уорриорз» и «Кливленд Кавальерс».

## Участники
Текущие участники:
- Black Thought — Тарик Троттер — MC (1987-настоящее время)
- questlove — Амир Томпсон — барабанная установка (1987-настоящее время)
- Камал Грэй — синтезатор (1994-настоящее время)
- Фрэнк Наклз — перкуссия (2001-настоящее время)
- Кирк Дуглас — электрогитара (2003-настоящее время)
- Тьюба Гудинг-младший — сузафон (2007-настоящее время)
- Джеймс Пойзер — клавишные (выступает только в «The Tonight Show Starring Jimmy Fallon»)

- Марк Келли — бас-гитара (2011-настоящее время)

| 1987-1991 | 1992 | 1993 | 1994 | 1995 | 1996-1999 |
| --- | --- | --- | --- | --- | --- |
| - Black Thought — MC - Questlove — Барабанная установка - Malik B. — MC                                                                                          | - Black Thought — MC - Questlove — Барабанная установка - Malik B. — MC - Hub — Бас-гитара - Rubberband — Бас-гитара                                                    | - Black Thought — MC - Questlove — Барабанная установка - Malik B. — MC - Hub — Бас-гитара - Kid Crumbs — MC - Scott Storch — Клавишные                                       | - Black Thought — MC - Questlove — Барабанная установка - Malik B. — MC - Hub — Бас-гитара - Kamal Gray — Клавишные - Scott Storch — Клавишные                                             | - Black Thought — MC - Questlove — Барабанная установка - Malik B. — MC - Hub — Бас-гитара - Kamal Gray — Клавишные - Scott Storch — Клавишные - Dice Raw — MC - Rahzel — Битбокс          | - Black Thought — MC - Questlove — Барабанная установка - Malik B. — MC - Hub — Бас-гитара - Kamal Gray — Клавишные - Scratch — Битбокс - Dice Raw — MC - Rahzel — Битбокс |
| 2000 | 2001-2002 | 2003-2006 | 2007-2010 | 2011-настоящее время | |
| - Black Thought — MC - Questlove — Барабанная установка - Hub — Бас-гитара - Kamal Gray — Клавишные - Scratch — Битбокс - Ben Kenney — Гитара - Dice Raw — Вокал | - Black Thought — MC - Questlove — Барабанная установка - Hub — Бас-гитара - Kamal Gray — Клавишные - Scratch — Битбокс - Ben Kenney — Гитара - F. Knuckles — Перкуссия | - Black Thought — MC - Questlove — Барабанная установка - Hub — Бас-гитара - Kamal Gray — Клавишные - Martin Luther — Вокал - Captain Kirk — Гитара - F. Knuckles — Перкуссия | - Black Thought — MC - Questlove — Барабанная установка - Owen Biddle — Бас-гитара - Kamal Gray — Клавишные - Tuba Gooding Jr. — Сузафон - Captain Kirk — Гитара - F. Knuckles — Перкуссия | - Black Thought — MC - Questlove — Барабанная установка - Mark Kelley — Бас-гитара - Kamal Gray — Клавишные - Tuba Gooding Jr. — Сузафон - Captain Kirk — Гитара - F. Knuckles — Перкуссия | |

## Дискография

### Студийные альбомы
- 1993: Organix!
- 1995: Do You Want More?!!!??!
- 1996: Illadelph Halflife
- 1999: Things Fall Apart
- 2002: Phrenology
- 2004: The Tipping Point
- 2006: Game Theory
- 2008: Rising Down
- 2010: How I Got Over
- 2011: Undun
- 2014: ...And Then You Shoot Your Cousin

### Совместные альбомы
- 2010: Wake Up! (совместно с Джоном Леджендом)
- 2011: Betty Wright: The Movie (совместно с Бетти Райт)
- 2013: Wise Up Ghost (совместно с Элвисом Костелло)

### Мини-альбомы
- 1994: From the Ground Up (мини-альбом)
- 1999: The Legendary (мини-альбом)